# Schaduw
Schaduw è un brano musicale della cantante olandese Leonie Meijer, pubblicato il 14 gennaio 2011 dall'etichetta discografica Cloud 9 ed estratto come primo singolo dal suo album di debutto Los.
Il singolo è entrato alla diciassettesima posizione della classifica olandese ed è salito alla nona la settimana successiva; in totale è rimasto nella top 100 olandese per sei settimane consecutive.

## Tracce
Download digitale
1. Lost in Yesterday - 3:38
2. Man in the Mirror (Live Acoustic Version) - 3:34

## Classifiche
| Classifica (2011) | Posizione massima |
| ----------------- | ----------------- |
| Paesi Bassi       | 9                 |